# Louis Lemaire
Louis Lemaire (Hilversum, 14 januari 1942), een zoon van de acteur Jan Lemaire sr., is acteur, schrijver, regisseur en artistiek leider.

## Biografie
Louis Lemaire begon als acteur in 1960 bij het Nieuw Rotterdams Toneel, waar hij speelde in Lysistrata, Don Carlos en Cyrano de Bergerac onder regie van Ton Lutz. Hij heeft toneellessen gevolgd van onder andere Ton Lutz, Lies Franken en Pim Dikkers. In 1963 richtte hij als schrijver/cabaretier het Rotterdamse Cabaret 'In den Twijfelaar' op, waarmee voorstellingen door het gehele land gegeven werden. In 1968 begon hij een eigen Cabarettheater in de Mauritsstraat in het centrum van Rotterdam. In 1970 richt hij het bekende Kindertheater Wiedus op (1970 - 1982), later gevolgd door Kindertheater Ziezo (1982 - 1986). Samen met Christine Lemaire, Hanny Kleinjan en Perkyn Spiekerman richt hij in 1985 Jeugdtheater Hofplein op. Daarnaast blijft hij actief als schrijver en regisseur van voorstellingen. Als initiator is hij betrokken geweest bij de oprichting van de voltijds onderwijsopleidingen: De MBO Theaterschool (in 2002), De Theaterhavo/vwo (in 2005) en de HBO opleiding De Acteerschool Rotterdam (in 2008). Al deze opleidingen zijn gevestigd in het centrum van Rotterdam.
Louis Lemaire was behalve artistiek leider tevens algemeen directeur en bestuursvoorzitter van Hofplein Rotterdam. Hij is getrouwd met Christine Lemaire, heeft een zoon (Philippe Lemaire) en een dochter (Eva Lemaire).

## Kindertheater Wiedus
Lemaire is oprichter van het Kindertheater Wiedus (1970-1982), alsook artistiek leider, acteur, regisseur en schrijver. Louis Kockelmann speelde Wiedus, Loes Vos was Tante Emma, en John Buijsman verzorgde de techniek. Kindertheater Wiedus speelde twaalf jaar lang elke zondagmiddag twee voorstellingen in het Piccolotheater, naast de Rotterdamse schouwburg. Daarnaast maakte de groep tournees door Duitsland, Oostenrijk, Zwitserland, Italië en Engeland. Veelal op internationale festivals werden de voorstellingen zowel in het Nederlands als Duits en Engels gespeeld. Meestal tussen 200 en 300 voorstellingen per seizoen. De stukken die hij schreef voor Wiedus werden ook door vele groepen in het buitenland nagespeeld. De bekendste titels waren: Ons Landje, De Club (1978 Hans Snoekprijs), Circus Emma (speciaal voor het Holland Festival geschreven), Tjonge Tjonge, Henkie van de Buren, Liegbeest. Al deze stukken werden ook in het Duits vertaald en uitgegeven.

## Kindertheater Ziezo
Lemaire is oprichter van het Kindertheater Ziezo (1982-1986). Hij ging op tournee door Nederland, maar ook Canada. Hij schreef onder andere "Twee patat met" (1980 Hans Snoekprijs).

## Hofplein Rotterdam
In 1985 was het Hofpleintheater niet veel meer dan een oude, afgedankte theaterzaal. Het was er vies, stoffig en overal stond troep. Dit veranderde toen Louis Lemaire op zoek ging naar een plek om een jeugdtheaterschool te beginnen. Lemaire wilde een plek creëren waar kinderen niet alleen kunnen kijken naar theater, maar waar kinderen zelf theater kunnen leren spelen. De gemeente Rotterdam wees hem het leegstaande Hofpleintheater aan de Benthemstraat toe. Na een flinke opknapbeurt ging het theater op 5 november 1985 weer open voor publiek. De vier oprichters (Louis Lemaire, Christine Lemaire, Hanny Kleinjan en Perkyn Spiekerman) en 25 vrijwilligers doen alles zelf, van programmeren tot kaartjes verkopen (met de hand!), van lesgeven tot wc's schoonmaken. De lessen spel, dans en zang worden gegeven in de theaterzaal, foyer en zelfs in de garderobe van het Hofpleintheater. Een jaar later werd de eerste voorstelling gespeeld met leerlingen van Jeugdtheaterschool Hofplein: Tommie Station, een samenwerking met het Ro Theater. In de jaren die volgden groeide het aantal producties gestaag en de leerlingen beleefden veel plezier aan zowel de lessen als de voorstellingen. Het aantal leerlingen nam elk jaar toe en de voorstellingen van Hofplein Rotterdam kregen steeds meer publiek. In 1991 verhuizen de theaterlessen gaandeweg naar een voormalig schoolgebouw aan de Insulindestraat, niet ver van het theater vandaan. Alles verloopt voorspoedig, totdat in 1999 het noodlot toesloeg en het theater aan de Benthemstraat bijna volledig uitbrandde. De schok was groot, maar met vereende krachten, de hulp van vele vrijwilligers alsmede de medewerking van de Rotterdamse actrice Loes Luca, wordt het Hofpleintheater in het najaar van 2000 heropend.
De Jeugdtheaterschool telt inmiddels meer dan 4.000 leerlingen in de leeftijd van 6 tot 26 jaar. Zoals ooit bedoeld volgen de leerlingen nog altijd wekelijks in de vrije tijd inspirerende lessen op het gebied van (theater)spel, dans en zang. De Jeugdtheaterschool heeft naast locaties in Rotterdam ook leslocaties in o.a. Barendrecht, Breda, Goeree-Overflakkee, Hoeksche Waard, Hoogvliet, IJsselmonde, Lansingerland, Nesselande, Papendrecht, Ridderkerk, Roosendaal, Vlaardingen, Voorne en een Brede School activiteit in Capelle aan den IJssel.
Beroepsacteurs die ooit als leerling bij De Jeugdtheaterschool begonnen zijn onder andere Noortje Herlaar, Gaite Jansen, Guido Spek, Anne-Marie Jung, Joey van der Velden, Dorian Bindels en Jeroen Spitzenberger.

## Opleidingen
Ondertussen is het lesgebouw aan de Insulindestraat veel te klein geworden om er alle lessen te verzorgen. In 2001 neemt Hofplein Rotterdam haar intrek in het gebouw van het oude Conservatorium aan de Pieter de Hoochweg 222. Het karakteristieke gebouw wordt omgedoopt tot 'De Theaterschool' en biedt behalve als leslocatie ook plek voor talloze jongerenvoorstellingen in de verschillende inpandige theaterzalen (met capaciteiten variërend van 222 tot 25 zitplaatsen).
Vanaf 2002 biedt Hofplein Rotterdam ook voltijds schoolopleidingen aan met de oprichting van De MBO Theaterschool, De Theaterhavo/vwo in 2005 en De Acteerschool Rotterdam in 2008. In 2007 daarom ook intrek genomen in een tweede 'Theaterschool', het monumentale pand van het Rotterdams Lyceum aan de Pieter de Hoochstraat 29.

## 20 jaar Hofplein Rotterdam
Het Rotterdamse jeugdtheater is in 20 jaar tijd uitgegroeid tot een landelijk toonaangevende theaterinstelling voor kinderen, jongeren en volwassen. Ter gelegenheid van het 20-jarig bestaan bezoekt Hare Majesteit Koningin Beatrix in 2005 de speciaal samengestelde jubileumvoorstelling in het Hofpleintheater. Haar komst naar het theater wordt nog altijd als ongekend hoogtepunt ervaren door de leerlingen, de medewerkers en makers.

## Werk en voorstellingen
In al die jaren blijft Lemaire het artistiek leiderschap combineren met de functie van algemeen directeur en later ook bestuursvoorzitter. Daarnaast blijft hij de kinderen en jongeren doceren en schrijft of bewerkt hij jaarlijks een of meerdere voorstellingen, die hij veelal ook zelf regisseert. De meest bekende voorstellingen van zijn hand zijn onder meer Meisje Loos, Wij zijn jong, Kruimeltje, Bulletje & Bonestaak, Robin Hood, Assepoester, Peter Pan, Tijl Uilenspiegel, Polletje Piekhaar, Ronja de Roversdochter en De Daltons.

## 25 jaar Hofplein Rotterdam
In het kader van het 25-jarig jubileum wordt in 2010 de organisatienaam gewijzigd van Jeugdtheater Hofplein in kortweg Hofplein Rotterdam. In november 2010 wordt het 25-jarig bestaan op grootse wijze gevierd met een 25 uur durende marathonvoorstelling. Alle leerlingen, studenten, maar ook talloze oud-leerlingen en vakgenoten werken hieraan mee. Oud-leerling en acteur Jeroen Spitzenberger, acteur Martin van Waardenberg, zanger Lee Towers en Louis Lemaire geven het officiële startsein, waarna in 25 uur tijd meer dan 5.000 gepassioneerde theatertalenten het podium van het Hofpleintheater betreden.
Op zondag 12 december krijgt het 25-jarig jubileum een Koninklijk tintje wanneer Z.K.H. Prins Willem-Alexander en H.K.H. Prinses Máxima aanwezig zijn bij de jubileumvoorstelling ‘De Verjaardag van Koning Lodewijk de Enige’. Het verhaal gaat over de viering van de verjaardag van Koning Lodewijk de Enige die 25 jaar wordt en nog altijd geen geschikte vrouw heeft gevonden. De voorstelling werd gespeeld door leerlingen van De Jeugdtheaterschool en studenten van de MBO Theaterschool.

## In vogelvlucht
- In 1963 oprichting van het Rotterdamse Cabaret 'In den Twijfelaar'.
- In 1963 oprichting van kindertheater Wiedus.
- In 1982 oprichting Kindertheater Ziezo.
- In 1985 oprichting van Jeugdtheater Hofplein.
- In 2001 ontving Lemaire de Paul Nijghpenning.
- In 2003 richtte hij de MBO-Theaterschool op, een beroepsopleiding voor theatertechnicus, theatervormgever en acteur (musical en drama). In samenwerking met het Albeda College werkt dit als een productiehuis. In (2006) richtte hij de Theaterhavo/vwo op, een havo/vwo-school waar leerlingen naast hun algemeen vormende vakken 8 uur per week theater-, film- of vormgevingslessen volgen. Om hun ondernemendheid te stimuleren leren ze zelf bedrijfjes op te richten en te leiden.
- 2005 viering 20-jarig jubileum in aanwezigheid van H.M. Koningin Beatrix.
- 2006 is ook het jaar waarin Jeugdtheater Hofplein begon met jongerenvoorstellingen. Louis schreef/bewerkte en regisseerde een serie voorstellingen waarin de toneelpersonages gespeeld worden door spelers die dezelfde leeftijd hebben als die toneelpersonages: Ubu Roi, Antigonee (14 jaar, Ismene 12 jaar) Hamlet (16 jaar, Ophelia 15 jaar), Oresteia.
- In 2007 werd Louis benoemd tot Officier in de Orde van Oranje-Nassau.
- In 2008 vierde Jeugdtheater Hofplein zijn 100ste productie met "De nieuwe kleren van de keizer". Tevens richtte Lemaire De Acteerschool Rotterdam op, een opleiding voor toptalent in samenwerking met Bart Kiene en Mimoun Oiassa. Jonge talenten met een grootstedelijke culturele achtergrond worden hier opgeleid tot acteurs, die als rolmodel kunnen gaan fungeren voor het multiculturele Rotterdam.
- In 2010 wordt de organisatienaam gewijzigd van Jeugdtheater Hofplein naar Hofplein Rotterdam.
- In november 2010 wordt het 25-jarig bestaan groots gevierd met een 25 uur durende marathonvoorstelling in het Hofpleintheater.
- In december 2010 ontvangt Hofplein Rotterdam Z.K.H. Prins Willem-Alexander en H.K.H. Prinses Maxima in het Hofpleintheater voor de jubileumvoorstelling 'De verjaardag van Koning Lodewijk de Enige'
- In september 2010 gaat De Acteerschool Rotterdam van Jeugdtheater Hofplein verder in de specialisatie Theater en Maatschappij van de Hbo-opleiding Culturele en Maatschappelijke Vorming aan de Hogeschool Rotterdam.
- In mei 2010 gaat de voorstelling Lysistrata in première, geregisseerd door Louis Lemaire.
- In maart 2012 gaat de familievoorstelling 'De Daltons' in premiere, geschreven door Louis Lemaire en Martin van Waardenberg.
- In oktober 2012 wordt een massale protestoptocht georganiseerd, met meer dan 1.200 deelnemers, tegen de voorgenomen bezuinigingen waardoor het Hofpleintheater met sluiting wordt bedreigd. Aansluitend op de protestoptocht en een grootse samenzang op de trappen van het Rotterdamse stadhuis spreekt Lemaire de Rotterdamse gemeenteraad toe.
- In november 2012 wordt bekend dat het Hofpleintheater voorlopig geopend zal blijven en dat de familievoorstellingen door kunnen gaan.
- In 2013 schrijft en regisseert Louis Lemaire de familiemusical 'Ketelbinkie', een voorstelling gebaseerd op de beroemde Rotterdamse zeemansklassieker over 'die straatjongen uit Rotterdam'.
- In mei 2013 trad Louis Lemaire af als algemeen directeur en bestuursvoorzitter van Hofplein Rotterdam. Zijn opvolger is Caroline Pietermaat. Lemaire blijft wel aan als artistiek leider en bestuurder. Tijdens zijn afscheid ontvangt hij de Wolfert van Borselenpenning.

## Televisie
(1974-1986) Voor KRO en NOS schreef en speelde hij een aantal televisieseries voor kinderen zoals:
- Nogal Wiedus (24 afleveringen)
- Dieren om je heen (4 afleveringen)
- Doen alsof (8 afleveringen)
- Stel je voor (6 afleveringen)
- Drie, vier uit de maat (6 afleveringen)
- Spelraam (8 afleveringen)
- Ziezo (16 afleveringen)
- Asjemenou (6 afleveringen)

Een deel van deze programma's werd ook in andere talen uitgezonden.
- International Standard Name Identifier: 0000 0003 8801 9912
- Nederlandse Thesaurus van Auteursnamen: 070405255
- Virtual International Authority File: 281105296
- WorldCat: E39PBJr3yVccctkMPVPJqX6qcP